# Janet Monach Patey
Janet Monach Patey   (Londres, 1 de maig de 1842 - 28 de febrer de 1894) és una contralt anglesa especialitzada en concerts i oratoris.
Des de ben petita el seu pare la dedica a la música, i encara en eda molt primerenca, aparegué en el "Town Hall" de Birmingham: després ingressà en el cor d'Henry Leslie, i acabà els seus estudis sota la direcció de John Sims Reeves i Ciro Pinsuti. En retirar-se la Charlotte Sainton-Dolby, ocupà la seva plaça de primera contralt i interpretà amb extraordinari encert algunes obres, principalment oratoris i cantates.
El 1871 visità Amèrica en companyia de Edith Wynne, Cummings, la Santley i el seu marit Charles, i el 1875 cantà a París en el Messies, sota la direcció de Lamoureux, i en el Conservatori, on causà tan grata impressió que el director li oferí en ocasió solemne una medalla d'honor. El seu cognom de familia era Whytoch.